# Sergen, Vize
Sergen là một thị trấn thuộc huyện Vize, tỉnh Kırklareli, Thổ Nhĩ Kỳ. Dân số thời điểm năm 2011 là 1.601 người.